# Saint-Médard-de-Guizières
Saint-Médard-de-Guizières – miejscowość i gmina we Francji, w regionie Nowa Akwitania, w departamencie Żyronda.
Według danych na rok 1990 gminę zamieszkiwało 1897 osób, a gęstość zaludnienia wynosiła 183 osób/km² (wśród 2290 gmin Akwitanii Saint-Médard-de-Guizières plasuje się na 221. miejscu pod względem liczby ludności, natomiast pod względem powierzchni na miejscu 1037.).